# Rumelange
Rumelange (Luxemburgs: Rëmeleng, Duits: Rümelingen) is een stad en gemeente in het Luxemburgse Kanton Esch.
De gemeente heeft een totale oppervlakte van 6,83 km² en telde 4734 inwoners op 1 januari 2007. In de stad ligt het Musée National des Mines de Fer.

## Evolutie van het inwoneraantal
| Jaar                              | 2001 | 2002 | 2003 | 2004 | 2005 |
| --------------------------------- | ---- | ---- | ---- | ---- | ---- |
| Inwoneraantal                     | 4309 | 4351 | 4378 | 4450 | 4495 |
| Opmerking: tellingen op 1 januari |      |      |      |      |      |

## Geboren
- Batty Weber (1860-2004), journalist, (toneel)schrijver
- Foni Tissen (1909-1975), schilder en tekenaar
- Albert Hames (1910-1989), beeldhouwer
- Emile Kirscht (1913-1994), kunstschilder